# جيرهارد إنجل
جيرهارد إنجل (بالألمانية: Gerhard Engel)‏ هو عسكري ألماني، ولد في 13 أبريل 1906 في غوبن في ألمانيا، وتوفي في 9 ديسمبر 1976 في ميونخ في ألمانيا.